# Martha Ackelsberg
Martha A. Ackelsberg (Nova York, 1946) és una politòloga estatunidenca i acadèmica especialitzada en estudis de la dona. La seva recerca se centra en la naturalesa del poder i la seva relació amb les comunitats. Els casos utilitzats en la seva investigació inclouen l'activisme feminista als Estats Units i Mujeres Libres, una organització de dones anarquistes durant la revolució social espanyola de 1936.

## Biografia
Martha Ackelsberg va néixer el 1946. Va estudiar al Radcliffe College, on es va graduar el 1968 amb un Bachelor of Arts, i després a la Princeton University on va obtenir un Master of Arts el 1970 i un doctorat el 1976. Va ser co-fundadora del New York Women's Health Collective el 1970. També va co-fundar Ezrat Nashim el 1972, una organització dedicada a promoure la igualtat de les dones dins del judaisme.
Ackelsberg es va incorporar al professorat del Smith College el 1972. Va ser una de les primeres professores del programa d'Estudis de la dona al Smith College, el qual va ajudar a construir. Durant les seves primeres dècades de professora, Ackelsberg va ser molt activa en l'activisme jueu feminista amb grups com B'not Esh. El 2007 va rebre la càtedra William R. Kenan Jr. Es va jubilar el 2014.
Ackelsberg ha escrit i editat diversos llibres. El 1991 va publicar Free Women of Spain: Anarchism and the Struggle for the Emancipation of Women, que també s'ha traduït al castellà, al francès i a l'italìà. El llibre recull la història de Mujeres Libres, una organització femenina durant la revolució social espanyola de 1936 que es va distingir dels altres grups anti-feixistes per la cerca d'una àmplia emancipació de les dones dins de la societat espanyola.